# غوستافو كاستيلو
غوستافو كاستيلو (بالإسبانية: Gustavo Castillo)‏ هو لاعب كرة قدم مكسيكي، ولد في 29 نوفمبر 1994 في Jiquipilco ‏ في المكسيك. لعب مع نادي تولوكا.

## وصلات خارجية
- غوستافو كاستيلو على موقع قاعدة بيانات كرة القدم.إي يو (الإنجليزية)
- غوستافو كاستيلو على موقع Soccerway.com (الإنجليزية)
- غوستافو كاستيلو على موقع AS.com (الإسبانية)